# Wydawnictwo Haynes
Wydawnictwo Haynes (Haynes Publishing Group) – brytyjski wydawca znany przede wszystkim z serii poradników motoryzacyjnych zatytułowanych Haynes Owners Workshop Manual (w skrócie nazywanymi Haynes Manuals). Przeznaczone tak dla hobbystów, jak i profesjonalnych mechaników samochodowych podręczniki opisują szczegółowo budowę, obsługę i naprawę popularnych modeli samochodów i motocykli. 

## Historia
Założyciel wydawnictwa, John Haynes napisał i wydał pierwszą swoją książkę w roku 1956, a poświęcona ona była budowie samochodu Austin 7 Special. Wydawnictwo założone zostało w roku 1960. Pierwszy podręcznik zatytułowany Haynes Owners Workshop Manual wydany został w roku 1965. Od tego czasu wydano pod tym tytułem kilkaset książek.
Podręczniki Haynesa zostały wydane w kilkudziesięciu krajach i tłumaczone były na kilkanaście języków, w tym na język polski (wybrane tytuły). W Polsce podręczniki Haynesa publikowane są we współpracy z Wydawnictwem Komunikacji i Łączności.

## Działalność
Wydawnictwo ma swoją siedzibę w małej miejscowości Sparkford, w pobliżu Yeovil, w hrabstwie Somerset. Mieści się tam również Haynes Motor Museum, największe muzeum motoryzacji w Wielkiej Brytanii. 
Podręczniki Haynesa powstają w ten sposób, że dwóch doświadczonych mechaników rozkłada, a następnie składa z powrotem zakupiony przez firmę samochód, starannie dokumentując wszystkie kroki swej pracy. Według danych wydawnictwa, przygotowanie jednej książki zajmuje typowo 20-30 osobo-tygodni, z czego faza „warsztatowa” trwa typowo 4 tygodnie.
Oprócz książek o motoryzacji Haynes wydaje też poradniki na temat sprzętu gospodarstwa domowego, komputerów, modelarstwa, a nawet życia rodzinnego.